# Make Way for Ducklings
Make Way for Ducklings est un livre pour enfant écrit et illustré par Robert McCloskey. Publié pour la première fois en 1941, le livre raconte l'histoire d'un couple de canards colvert qui décide de s'installer et d'élever leur famille sur une île du lac du Boston Public Garden, un parc du centre de Boston, dans le Massachusetts. 
Il remporte en 1942 la médaille Caldecott pour les illustrations de McCloskey.

## L'histoire

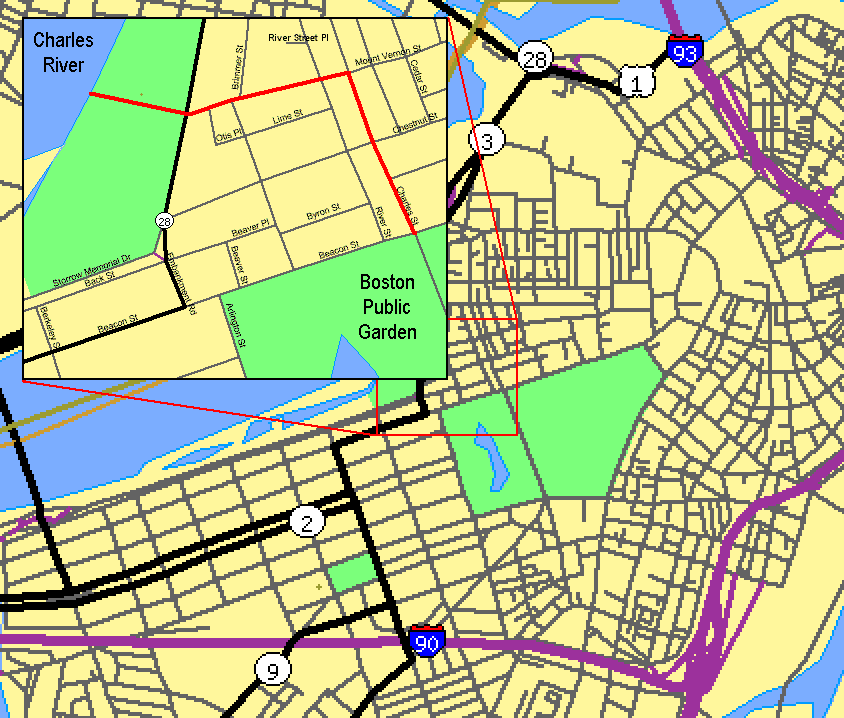
Le chemin que Mme Mallard emprunta de la Charles River au Public Garden. Cliquez sur l'image pour agrandir.

L'histoire débute alors que M. et Mme Mallard, un couple de canards, parcourent de nombreux lieux afin de trouver le plus approprié pour s'y installer et construire une famille. Pour chaque lieu que M. Mallard propose, Mme Mallard trouve quelque chose qui ne lui convient pas. Lassés par leurs recherches infructueuses, les Mallard se posent sur le lac du Public Garden de Boston et décident d'y passer la nuit. Au matin, un bateau-cygne passe auprès d'eux, qu'ils prennent pour un vrai oiseau. Ils prennent un deuxième petit déjeuner des cacahuètes que leur jettent les personnes sur le bateau. Mme Mallard suggère alors qu'ils pourraient construire leur nid dans le parc public. Alors qu'elle émet cette idée, elle est heurtée par un cycliste. Les Mallard continuent leur recherche, s'envolant vers différents endroits caractéristiques de la ville tels que Beacon Hill, la Massachusetts State House et le Louisburg Square. Ils décident finalement de s'installer sur une île de la Charles River. De cette île, les canards rendent visite sur la rive à un policier nommé Michael, qui les alimente en cacahuètes quotidiennement.
Peu de temps après, les canards muent, ce qui les empêche de voler durant une courte période, et Mme Mallard accouche de huit canetons aux noms de Jack, Kack, Lack, Mack, Nack, Ouack, Pack, et Quack. Après leur naissance et cette période de mue, M. Mallard a envie de voyager, afin de voir à quoi ressemble le monde extérieur au-delà du fleuve. M. et Mme Mallard se mettent d'accord pour se retrouver une semaine après au Public Garden de Boston. Mme Mallard apprend alors à ses huit enfants tout ce qu'ils ont besoin de savoir pour être un canard.
Une semaine après, Mme Mallard emmène les canetons sur la terre ferme. Pensant prendre le chemin le plus rapide, elle décide de couper en direction de la route périphérique, mais se trouve confrontée à la circulation qui l'empêche de traverser. Michael, le policier qui les approvisionnait en cacahuètes, stoppe la circulation afin que la famille traverse la rue. Michael appelle alors le central de police et demande d'envoyer une voiture de police qui arrêtera la circulation le long du passage de Mme Mallard et ses huit canetons. Les canards traversent donc le périphérique d'Embankment Road, suivent la rue Mount Vernon Street jusqu'à hauteur de la Charles Street, qu'ils empruntent et qui les mène au sud du Public Garden. Lorsque la famille traverse Beacon Street afin d'entrer au parc, quatre policiers se tiennent à l'intersection et interrompent le trafic pour le passage des canards. M. Mallard attend dans le parc public le reste de la famille. Finalement, la famille décide de rester vivre dans le parc, où elle vécut des jours heureux.

## Impact culturel
La ville de Boston, où se déroule l'histoire, a complètement épousé l'œuvre de McCloskey. Au Public Garden, où les Mallard sont censés habiter, une statue en bronze représentant le cortège formé par Mme Mallard et ses huit canetons fut érigée. La statue la plus haute mesure un mètre de hauteur, et la caravane de canards de bronze s'étend sur une allée de pavés de onze mètres de long. Le monument, inauguré le 4 octobre 1987, a été construit en hommage à Robert McCloskey dont « l'histoire [...] a fait du Public Garden de Boston un parc familier de tous les enfants du monde ».
Depuis 1978, une Duckling Day parade a lieu chaque printemps dans la ville, durant laquelle les enfants se déguisent en canetons et leurs parents parcourent le chemin de Mme Ballard et ses canetons de la Charles Rivers au Public Garden,.
En 2000, les écoliers de Canton, une ville du Massachusetts, ont décidé que le livre était digne d'être le livre officiel des enfants du Commonwealth du Massachusetts, et sont allés chez leur législature d'état pour obtenir une loi officielle le déclarant. Cependant, les législateurs de Springfield s'y sont opposés avançant le fait que le livre officiel devrait être celui d'un natif de Sprigfield Dr Seuss. Un compromis fut trouvé, faisant de Dr Seuss l'auteur pour enfant du Commonwealth officiel et de Make Way for Ducklings le livre officiel des enfants.
Une statue similaire à celle de Boston fut construite 30 juillet 1991 au Novodevichy Park de Moscou, dans le cadre du traité START. La statue, qui s'étend sur douze mètres de long, a été offerte par la première dame des États-Unis Barbara Bush à la première dame Raïssa Gorbatcheva, en guise de cadeau aux enfants soviétiques. Quatre canards furent perdus, un en 1991 et trois en 2000. Les voleurs, espérant vendre les canards comme métal brut, ont coupé les statues au niveau des pattes. Les canards volés furent remplacés en septembre 2000 lors d'une cérémonie par l'ancien président de l'Union Soviétique Mikhaïl Gorbatchev.